# Cosmos (llibre)
Cosmos és un llibre de divulgació científica escrit per l'astrofísic Carl Sagan en 1980 i basat en la sèrie de documentals de televisió Cosmos: Un viatge personal, que volia complementar. El tema principal és la relació entre el desenvolupament de la ciència i el de la societat. En 2013 en va ser publicada una nova edició amb pròleg d'Ann Druyan.
Consta de tretze capítols, corresponents als de la sèrie, escrits en 366 pàgines i més de 250 il·lustracions en color. L'any 1981 havia venut més de 60.000 exemplars en sis edicions, convertint-se en el llibre sobre ciència més venut fins aleshores, i va rebre el Premi Hugo al millor llibre de no ficció.
| «                               | El Cosmos és tot el que és, el que fou o el que serà alguna volta. | » |
| — Carl Sagan, Capítol 1, Cosmos |                                                                    |   |